# Hired Gun (estúdio)
Hired Gun foi uma estúdio de desenvolvimento de jogos eletrônicos de porte médio criada internamente pela divisão Microsoft Game Studios, com sede nos Estados Unidos. O grupo foi formado em fevereiro de 2006 com a finalidade de portar o jogo Halo 2 — originalmente lançado para Xbox — para o sistema operacional Windows Vista, em um projeto conhecido como Halo 2 Vista (ou H2V). Sob a liderança de Jo Clowes, o desenvolvimento ocorreu até abril de 2007, culminando no lançamento do jogo para PC. Em outubro de 2007, a equipe foi oficialmente desmantelada, com seus membros sendo realocados para outros projetos dentro da própria Microsoft.